# (200259) 1999 WC14
(200259) 1999 WC14 es un asteroide perteneciente al cinturón de asteroides, descubierto el 28 de noviembre de 1999 por el equipo del Spacewatch desde el Observatorio Nacional de Kitt Peak, Arizona, Estados Unidos.

## Designación y nombre
Designado provisionalmente como 1999 WC14.

## Características orbitales
1999 WC14 está situado a una distancia media del Sol de 2,722 ua, pudiendo alejarse hasta 2,910 ua y acercarse hasta 2,534 ua. Su excentricidad es 0,068 y la inclinación orbital 4,153 grados. Emplea 1640,93 días en completar una órbita alrededor del Sol.

## Características físicas
La magnitud absoluta de 1999 WC14 es 16,5.